# Danny Collins
Daniel Lewis "Danny" Collins, född 6 augusti 1980 i Chester, England, är en walesisk fotbollsspelare som spelar som försvarare för Rotherham United. Han har även spelat 12 matcher för Wales landslag.
Collins skrev på för Stoke City den 1 september 2009. Övergångssumman var 2,75 miljoner pund.